# Эллингер, Йожефа
Йожефа Эллингер (венг. Ellinger Józsefa, собственно Йозефа, нем. Jozefa; 25 мая 1852, Будапешт — 11 апреля 1920, Будапешт) — венгерская оперная певица (колоратурное сопрано). Дочь оперных певцов Йожефа Эллингера и Терезы Энгст, жена оперного певца Вильмоша Малецкого, мать оперных певцов Бьянки Малецки и Оскара Малецки.
Училась у своих родителей. Дебютировала в 1872 г. в Будапеште в концерте, которым дирижировал Ференц Лист. В 1874—1885 гг. — в труппе Будапештской народной оперы, затем несколько сезонов пела в Будапештской придворной опере. Исполнительница ведущих партий в операх Ференца Эркеля и Франца Допплера, с успехом пела также в моцартовском и вагнеровском репертуаре. Гастролировала в Берлине, Кёльне, Лейпциге, Дрездене.
С 1892 г. занималась педагогической работой, с 1913 г. на пенсии.